# Barbara Stanosz
Barbara Stanosz (ur. 8 stycznia 1935, zm. 7 czerwca 2014) – polska filozof, profesor Uniwersytetu Warszawskiego, członek zwyczajny Towarzystwa Naukowego Warszawskiego, autorka prac z zakresu logiki języka, współzałożycielka kwartalnika Bez Dogmatu.

## Życiorys
Przez wiele lat pracowała w Zakładzie Logiki Instytutu Filozofii Uniwersytetu Warszawskiego. W styczniu 1976 podpisała list protestacyjny do Komisji Nadzwyczajnej Sejmu PRL przeciwko zmianom w Konstytucji Polskiej Rzeczypospolitej Ludowej. Została usunięta z Uniwersytetu za sprzeciw wobec wprowadzonych w 1976 zmian w Konstytucji PRL, potwierdzających zależność Polski względem ZSRR. Znalazła zatrudnienie w Wyższej Szkole Pedagogicznej w Częstochowie. Do pracy w UW przywrócono ją w 1981. Powierzono jej wówczas stanowisko wicedyrektora Instytutu Filozofii do spraw studenckich. Podczas stanu wojennego była jednym z najbardziej znanych pracowników Uniwersytetu zabiegających o zwolnienia z aresztów studentów i pracowników uczelni. W latach 80. była zaangażowana w działalność wydawniczą „drugiego obiegu”. Po 1989 współzałożycielka i stała współpracowniczka kwartalnika Bez Dogmatu oraz czołowa działaczka Stowarzyszenia na rzecz Humanizmu i Etyki Niezależnej. Członek Collegium Invisibile.

## Zainteresowania badawcze i poglądy
Specjalistka w zakresie logicznej teorii języka, teorii komunikacji, semantyki, podstaw języka i metodologii humanistyki. Autorka wielu prac naukowych z zakresu logiki języka.
Główna tłumaczka i propagatorka dorobku naukowego Willarda Van Orman Quine’a w Polsce. Obok Quine’a „jej mistrzami byli N. Chomsky [...] i Donald Davidson”.
W zakresie poglądów na życie publiczne opowiadała się za zasadą neutralności światopoglądowej państwa.
Deklarowała brak wiary w bogów, a reprezentując światopogląd naukowy postulowała uwolnienie człowieka poprzez edukację z wszelkich przesądów – w tym religijnych. 

## Główne dzieła
- Logika formalna, SGPiS, Warszawa 1969 i liczne następne wydania.
- 10 wykładów z filozofii języka, Polskie Towarzystwo Semiotyczne, Warszawa 1991.
- Empiryzm współczesny, Wydawnictwa Uniwersytetu Warszawskiego, Warszawa 1991 (redakcja).
- Logika języka naturalnego, Polskie Towarzystwo Semiotyczne, Warszawa 1999.
- Ćwiczenia z logiki, Wydawnictwo Naukowe PWN, Warszawa 2003.
- W cieniu kościoła, czyli demokracja po polsku, Książka i Prasa, Warszawa 2004 ISBN 83-88353-51-9.
- Wprowadzenie do logiki formalnej – podręcznik dla humanistów, Wydawnictwo Naukowe PWN, Warszawa 2006.